# TTC3
TTC3‏ (Tetratricopeptide repeat domain 3) هوَ بروتين يُشَفر بواسطة جين TTC3 في الإنسان.